# Taxi Driver
Taxi Driver è un film del 1976 diretto da Martin Scorsese, scritto da Paul Schrader e interpretato da Robert De Niro. Ambientato dopo la guerra del Vietnam a New York, tratta di un giustiziere con elementi neo-noir e da thriller psicologico.
È ritenuto dalla critica e dal pubblico come uno dei capolavori del regista e del cinema contemporaneo. Lo sceneggiatore Paul Schrader ha affermato di essersi ispirato per le tematiche del film all'esistenzialismo europeo e in particolare a La nausea di Jean-Paul Sartre e Lo straniero di Albert Camus, oltre che alla storia di Arthur Bremer, il quale tentò nel 1972 di assassinare il candidato democratico alle Presidenziali USA George Wallace. Particolarmente notevole l'interpretazione di Robert De Niro, definito dal giornalista americano Robert Kolker «l'ultimo degli eroi del noir nel mondo più noir che si possa immaginare». La giovanissima Jodie Foster vinse due BAFTA nel 1977 come Miglior attrice esordiente e Migliore attrice non protagonista (anche per Piccoli gangsters).
Il film è stato vincitore nel 1976 della Palma d'oro al 29º Festival di Cannes e fu candidato a quattro premi Oscar, inclusa la categoria di Miglior film nel 1977. L'American Film Institute lo collocò al 52º posto tra i 100 migliori film di tutti i tempi, mentre si è classificato al 17º posto nella lista dei 500 migliori film della storia secondo la rivista britannica Empire. Nel 2012 è stato inserito al 31º posto, ex aequo con Il padrino - Parte II, nella classifica dei migliori film di sempre redatta dai critici e pubblicata dalla rivista inglese Sight and Sound, mentre in quella redatta dai registi si trova al quinto posto. Nel 1994 è stato scelto per la conservazione nel National Film Registry della Biblioteca del Congresso degli Stati Uniti.

## Trama
(Travis Bickle / Robert De Niro nel soliloquio di fronte allo specchio)
New York, 1975. Travis Bickle è un ventiseienne disadattato e alienato, ex Marine in Vietnam congedato da due anni, che soffre di un'insonnia cronica che lo porta a lavorare come tassista di notte, quando la città già devastata dal degrado lascia emergere il suo peggio. Di giorno passa il tempo in solitudine scrivendo un diario e guardando la televisione nel suo squallido appartamento, mentre quando esce il suo unico svago è la visione di film pornografici in sordidi cinema a luci rosse, e le sue uniche frequentazioni sono alcuni colleghi che incontra in un bar durante la pausa.
Il giovane è affascinato da Betsy, un'impiegata dello staff del senatore Charles Palantine, candidato alle elezioni e che promette grandi cambiamenti. La donna è inizialmente colpita da Travis e, dopo un breve corteggiamento, accetta un appuntamento; l'incontro, tuttavia, si risolve in un fallimento dal momento che Travis, incapace di uscire dalla sua routine, la porta in un cinema porno. A dispetto dei suoi tentativi di rimediare, Betsy si allontana da Travis e questi, disgustato dalla sua insofferenza, la affronta nel suo ufficio accusandola di essere come tutti gli altri prima di disinteressarsene definitivamente. Quando, qualche notte dopo, una giovanissima prostituta di soli tredici anni di nome Iris entra nel suo taxi cercando di fuggire dal suo protettore, Travis cerca di salvarla; la ragazza però non sembra affatto intenzionata a farsi aiutare e gli dice che probabilmente era drogata quando aveva cercato di scappare e che il suo protettore-amante Matthew, detto "Sport", si prende molta cura di lei.
Travis, inascoltato anche quando ritiene di compiere una buona azione e sempre più solo, comincia a soffrire di gravi disturbi psicotici: decide quindi di comprare delle armi e con queste di assassinare Palantine durante un comizio poiché, secondo lui, rappresenta tutta l'ipocrisia della società; al momento di compiere l'attentato, tuttavia, il tassista viene individuato dalle guardie del corpo del politico e riesce a fuggire solo grazie a una grande fortuna. La sera stessa Travis si reca nel palazzo dove Iris si prostituisce, provoca Matthew e gli spara all'addome: dopo essersi fermato qualche istante sulle scale, sale nella stanza della ragazza e spara all'affittacamere, ferendolo. Travis viene però ferito a sua volta da Sport, sopraggiunto alle sue spalle; a questo punto Travis uccide Sport, un mafioso ebreo che si trovava nella stanza con Iris e infine l'affittacamere. Il giovane cerca quindi di suicidarsi, ma tutte le sue pistole hanno esaurito le munizioni e così si lascia cadere sfinito sul divano, dove attende l'arrivo dei poliziotti.
Tempo dopo gli articoli di giornale e la lettera di ringraziamento dei genitori di Iris appesi al muro del suo appartamento dimostrano che la città si è accorta di lui, facendone una sorta di eroe metropolitano, e anche Betsy sembra voler tornare sui suoi passi salendo sul suo taxi: Travis tuttavia considera quella vicenda chiusa e si allontana dopo averle offerto la corsa. Nel finale, Travis sembra innervosito da qualcosa che intravede dallo specchietto retrovisore, ma lo aggiusta e prosegue.

## Particolarità e interpretazioni
Il climax della sparatoria finale era, per l'epoca, molto intenso e mantiene tutta la sua potenza visiva ancora oggi. Nel tentativo di evitare il massimo divieto della censura, Scorsese desaturò i colori della pellicola, rendendo il rosso del sangue meno appariscente. In alcune interviste rilasciate in seguito, Scorsese commentò che col tempo aveva apprezzato il cambiamento dei colori, considerandolo un miglioramento rispetto al girato originale (che non è possibile vedere perché andato perduto).
Suscitò molto scalpore, inoltre, la presenza della giovane Jodie Foster nella scena della sparatoria, considerata troppo forte per una ragazza così giovane. In diverse interviste l'attrice ha però assicurato che tutto il processo di realizzazione fu eseguito con un occhio di riguardo per lei, che non ne rimase traumatizzata e che il backstage di preparazione degli effetti speciali suscitò in lei molto interesse. L'attrice, che all'epoca non aveva ancora compiuto tredici anni, dovette sostenere un colloquio di quattro ore presso uno psichiatra prima di ottenere la parte. La scena forte dove Iris si accinge a slacciare i pantaloni a un Travis riluttante è interpretata dalla sorella maggiore della Foster, Connie, allora diciannovenne, sua perfetta controfigura, onde esonerarla da situazioni inadatte a un'interprete minorenne. La Foster tra l'altro non ha potuto assistere ad alcuna proiezione in una sala pubblica a causa del divieto del film ai minori.
Con gli anni si sono sviluppate diverse teorie sull'epilogo del film, secondo cui le scene finali dopo la sparatoria sono il risultato dell'immaginazione di Travis in fin di vita. Inoltre, non appena Betsy lascia il taxi a pochi fotogrammi dai crediti finali, si può sentire uno strano suono e subito dopo Travis che aggiusta nervosamente lo specchietto retrovisore. Scorsese ha commentato i momenti finali del film dicendo che il rapido sguardo quasi nevrotico di Travis allo specchietto potrebbe rappresentare la possibilità che Travis possa soffrire di nuovo di depressione e scatti d'ira in futuro. Questo finale quasi aperto è stato paragonato a quello di Arancia meccanica di Stanley Kubrick, in cui Malcolm McDowell nei panni di Alex DeLarge sembra riconquistare il suo lato sociopatico nella sua battuta finale: «Ero guarito, eccome!».
Secondo altri punti di vista il finale viene invece considerato come un epilogo letterale che appone la perfetta conclusione a Taxi Driver: «Pregni di ironia, i cinque minuti finali sottolineano la volubilità del destino. I media trasformano Travis in un eroe, mentre se egli fosse riuscito nella sua intenzione di sparare al senatore Palantine, lo avrebbero descritto come un assassino. Quando il film si chiude, il misantropo è stato trasformato in un cittadino modello – qualcuno che affronta papponi, spacciatori e gangster per salvare una giovane ragazza».
La scena più famosa del film è probabilmente quella in cui Travis fa pratica con la pistola davanti allo specchio e inizia un monologo in cui si rivolge alla sua immagine riflessa: «Ma dici a me? Ma dici a me? … Ma dici a me? Ehi con chi stai parlando? Dici a me? Non ci sono che io qui». Questa scena è stata completamente improvvisata da De Niro; il copione infatti diceva unicamente «Travis parla a se stesso allo specchio». A Scorsese piacque così tanto che decise di tenerla nel montaggio finale. De Niro ha inoltre lavorato come tassista nei sei mesi antecedenti alle riprese, e ha studiato le malattie mentali.
Il tema dei veterani alienati è centrale nel film. Travis Bickle, il protagonista, è un veterano del Vietnam che torna a casa e si trova a lottare con il trauma della guerra e la sua difficoltà ad adattarsi alla vita civile. Questo senso di alienazione è evidente nelle sue relazioni interpersonali, nel suo lavoro come tassista notturno e nella sua visione distorta della società. Il film offre uno sguardo crudo sulla realtà dei veterani che tornano a casa dopo il servizio militare, mostrando come spesso siano trascurati dalla società e lasciati a fare i conti con il loro dolore e la loro disillusione da soli. Travis, in particolare, lotta con la sua identità e il suo scopo nella vita, trovandosi sempre più isolato e alienato dalla società che lo circonda. La rappresentazione dei veterani alienati in Taxi Driver offre una critica acuta delle politiche governative nei confronti dei veterani e della mancanza di sostegno e assistenza per coloro che ritornano a casa dopo il servizio militare. Il film mette in discussione il modo in cui la società tratta i reduci di guerra una volta che non sono più in servizio attivo, evidenziando le difficoltà che i veterani devono affrontare nel tentativo di reintegrarsi nella vita civile.

## Produzione

### Ideazione
Greil Marcus, in una intervista al The Believer (giugno/luglio 2006, p. 78), dice che Scorsese gli raccontò che la prima metà di Taxi Driver è basata sul disco Astral Weeks di Van Morrison. Paul Schrader (sceneggiatore del film) ha raccontato che fonte di ispirazione per Taxi Driver furono i diari dell'aspirante omicida di George Wallace, Arthur Bremer. Gli scritti di Bremer, pubblicati negli USA con il titolo An Assassin's Diary, affascinarono Schrader nel periodo in cui divorziò dalla moglie e andò a vivere nella propria macchina.
Un'altra influenza riconosciuta da Schrader è il film Sentieri selvaggi con John Wayne. In quel film, un veterano di guerra torna a casa e scopre che sua nipote è stata rapita da una banda di indiani Comanche. Ethan (John Wayne) ne intraprende una ricerca ossessiva, ignorando completamente la volontà della nipote di tornare o meno. Questa influenza è evidente nella parte finale del film quando Travis cerca di salvare Iris da Sport. Inoltre, in una scena Sport chiama Travis "cowboy" e durante il loro confronto nel finale ha sembianze che rimandano allo stereotipo del nativo americano.

### Cast
Per immedesimarsi nel ruolo, Robert De Niro conseguì veramente la patente per il taxi, guidandolo per le vie di New York.
L'attrice che interpreta l'amica di Iris è Garth Avery (una vera escort ventenne all'epoca del film), originaria della California e successivamente trasferita a New York, amica dello sceneggiatore Paul Schrader, il quale si era ispirato proprio a lei per il personaggio di Iris. La famosa scena della colazione tra Iris e Travis è basata su una colazione avvenuta realmente tra Schrader e Garth. Sua unica comparsa cinematografica, Garth Avery è morta nel 1994 per complicanze legate all'AIDS.

#### Cameo
È Martin Scorsese a interpretare la parte del marito nevrotico che osserva sua moglie dal taxi di Travis. L'attore che doveva recitare la parte fu costretto a rifiutare a causa di un infortunio e il regista si improvvisò attore seguendo i consigli di De Niro. C'è inoltre un breve cameo di Joe Spinell, che aveva già lavorato con De Niro ne Il padrino - Parte II.

### Riprese
Le riprese si sono svolte tra il giugno e il settembre 1975. Furono utilizzate dal regista modalità di ripresa alquanto innovative per l'epoca come quando Travis telefona e la macchina da presa si sposta al corridoio, o quando Robert De Niro è nel deposito dei taxi e l'inquadratura smette di seguirlo per soffermarsi su altri particolari. Infatti il raccordo di sguardo a semi-soggettiva, non segue tradizionalmente il protagonista nel deposito, ma la macchina da presa compie un giro panoramico, per poi ritrovare il protagonista più avanti, seguendo la teoria dello sguardo libero dell'autore introdotta da Orson Welles con Quarto potere.

### Effetti speciali
La capigliatura mohawk di Robert De Niro non era vera: portava una protesi che lo faceva sembrare rasato, sulla quale erano applicati crini di cavallo.

## Colonna sonora
L'autore della colonna sonora è il celebre Bernard Herrmann, noto per la sua collaborazione con Alfred Hitchcock (in particolare per Psyco). Fu la sua ultima composizione: Herrmann morì prima che il film uscisse nelle sale. Taxi Driver è dedicato alla sua memoria.

## Distribuzione
La data di uscita nelle sale statunitensi fu l'8 febbraio 1976, mentre in Italia arrivò il 27 agosto 1976.

## Riconoscimenti
- 1977 - Premio Oscar
  - Candidatura Miglior film a Michael Phillips e Julia Phillips
  - Candidatura Miglior attore protagonista a Robert De Niro
  - Candidatura Miglior attrice non protagonista a Jodie Foster
  - Candidatura Miglior colonna sonora a Bernard Herrmann
- 1977 - Golden Globe
  - Candidatura Miglior attore in un film drammatico a Robert De Niro
  - Candidatura Miglior sceneggiatura a Paul Schrader
- 1977 - Premio BAFTA
  - Miglior attrice non protagonista a Jodie Foster
  - Migliore attrice debuttante a Jodie Foster
  - Miglior colonna sonora a Bernard Herrmann
  - Candidatura Miglior film
  - Candidatura Miglior regista a Martin Scorsese
  - Candidatura Miglior attore protagonista a Robert De Niro
  - Candidatura Miglior montaggio a Marcia Lucas, Tom Rolf e Melvin Shapiro
- 1976 - Festival di Cannes
  - Palma d'oro a Martin Scorsese
- 1977 - David di Donatello
  - David speciale per la regia a Martin Scorsese
  - David speciale per l'interpretazione a Jodie Foster
- 1977 - Los Angeles Film Critics Association Award
  - Miglior attore protagonista a Robert De Niro
  - Miglior colonna sonora a Bernard Herrmann
  - New Generation Award a Jodie Foster e Martin Scorsese
- 1977 - New York Film Critics Circle Award
  - Miglior attore protagonista a Robert De Niro
  - Candidatura Miglior regia a Martin Scorsese
  - Candidatura Miglior attore non protagonista a Harvey Keitel
  - Candidatura Miglior attrice non protagonista a Jodie Foster
- 1978 - Fotogrammi d'argento
  - Miglior interprete cinematografico straniero a Robert De Niro
- 1977 - Grammy Award
  - Candidatura Miglior album per la colonna sonora a Bernard Herrmann
- 1977 - National Society of Film Critics Awards
  - Miglior regia a Martin Scorsese
  - Miglior attore protagonista a Robert De Niro
  - Miglior attrice non protagonista a Jodie Foster
  - Candidatura Miglior film
  - Candidatura Miglior attore non protagonista a Harvey Keitel
  - Candidatura Miglior fotografia a Michael Chapman
- 1977 - DGA Award
  - Candidatura Miglior regia a Martin Scorsese
- 1977 - WGA Award
  - Candidatura Miglior sceneggiatura originale a Paul Schrader
- 1978 - Premi Sant Jordi
  - Miglior attore in un film straniero a Robert De Niro
- 1977 - Blue Ribbon Awards
  - Miglior film straniero a Martin Scorsese
- 1976 - Hochi Film Awards
  - Miglior film straniero a Martin Scorsese
- 1977 - Kansas City Film Critics Circle Award
  - Miglior attrice non protagonista a Jodie Foster
- 1977 - Photoplay Awards
  - Candidatura Medaglia d'oro al miglior film a Robert De Niro e Jodie Foster
- 1977 - Kinema Junpo Awards
  - Miglior regista di un film straniero a Martin Scorsese
- 1981 - Turkish Film Critics Association Awards
  - 4° posto Miglior film straniero
- 1998 - Online Film & Television Association
  - Miglior film
- 2021 - Online Film & Television Association
  - Miglior personaggio (Travis Bickle) a Robert De Niro

### AFI's 100 Years
La celebre battuta del monologo allo specchio ("Ma dici a me?", in inglese "You talkin' to me?") è stata inserita nel 2005 nella lista delle cento migliori citazioni cinematografiche di tutti i tempi stilata dall'American Film Institute, nella quale figura al 10º posto.

## Accoglienza

La famosa scena del film, riproposta per un volantino pubblicitario

Taxi Driver fu un successo commerciale, ricevette quattro nomination al premio Oscar e fu premiato al Festival di Cannes con la Palma d'oro. Nel 1998 l'American Film Institute l'ha inserito al quarantasettesimo posto della classifica dei migliori cento film statunitensi di tutti i tempi, mentre dieci anni dopo, nella lista aggiornata, è sceso al cinquantaduesimo posto.
La critica ha indicato Taxi Driver come il primo film che, seppure indirettamente, ha raccontato l'impatto della guerra del Vietnam sui soldati che hanno combattuto nel conflitto. Lo stile di vita rude e la scelta di un impiego poco pagato e senza sbocchi evocano le esperienze di molti veterani che hanno sofferto del disturbo da stress post-traumatico, persone che hanno subito disordini mentali e fisici e che non sono state ricompensate dalla società e dal governo per quello che hanno dato durante le guerre. Una più larga interpretazione potrebbe focalizzarsi sulle ripercussioni di una forte solitudine e dell'alienazione, che inducono a incolpare dei propri demoni chi rappresenta più visibilmente le cose che si considerano sbagliate della società, fino ai percorsi che possono produrre una volontà omicida verso qualcuno.
Il film include un sottile riferimento alle operazioni militari statunitensi in Vietnam. Quando Travis decide di assassinare il senatore Palantine, si taglia i capelli in stile Mohawk. Il particolare fu suggerito dall'attore Victor Magnotta, un amico di Scorsese che ha combattuto in Vietnam e che ha una piccola parte nel film come agente dei servizi segreti. Scorsese affermò che l'attore aveva «[...] raccontato di alcuni tipi di soldato che penetravano nella giungla. Si tagliavano i capelli in un certo modo; sembravano dei Mohawk… era una situazione speciale, una specie di situazione da commando, e lo facevano in molti… pensammo che fosse una buona idea».

## Sequel
Durante la sua intervista in Inside the Actor's Studio del 1999, Robert De Niro racconta di aver discusso con Scorsese la possibilità di fare un seguito di Taxi Driver. Secondo De Niro, entrambi erano d'accordo che sarebbe stato interessante vedere come Travis Bickle sarebbe finito 30 anni dopo. Durante l'intervista a Scorsese per lo stesso programma nel 2002, il regista ha dichiarato che non ha intenzione di realizzare il seguito di nessuno dei suoi film.

## Impatto mediatico
- John Hinckley Jr., un fan maniacale di Jodie Foster, nutrì una forte ossessione per l'attrice dopo averla vista più e più volte nel film. Il 30 marzo 1981 Hinckley sparò all'allora Presidente degli Stati Uniti Ronald Reagan,[39] ferendo gravemente quattro persone, tra cui il Presidente. John Hinckley motivò il suo gesto sostenendo che voleva attirare l'attenzione della Foster su di sé.
- La World Wrestling Entertainment, la più importante federazione americana di wrestling, in occasione di WrestleMania 21 girò alcuni promo ispirati ai film più famosi della storia del cinema e uno di questi promo fu proprio quello della famosa scena dello specchio, interpretata da diversi wrestlers che, puntualmente, sbagliano la scena.
- La celebre scena del monologo di Robert De Niro davanti allo specchio è stata spesso parodiata in numerose pellicole tra cui Ritorno al futuro - Parte III, Ti amerò... fino ad ammazzarti, L'odio e nell'episodio "Tassista notturno" della quinta serie de L'ispettore Coliandro.
- Nell'episodio di American Dad!, La migliore storia di Natale, il protagonista della serie, Stan Smith, per rimediare al suo errore di aver convinto Martin Scorsese a lasciare il mondo del cinema, decide di dirigere una sua versione western di Taxi Driver con John Wayne come protagonista.

### Musica
- La canzone Travis Bickle dei Rancid è dedicata a Taxi Driver.
- I Clash hanno esplicitamente dedicato una canzone al film di Scorsese. La traccia si intitola Red Angel Dragnet dell'album Combat Rock e oltre a contenere intere citazioni di Bickle termina con un lamento del cantante Joe Strummer: «… one of these days I'm gonna get myself organized…». La frase è tratta da un quadretto all'interno della casa di Travis raffigurante un uomo che riposa su una sedia a dondolo.
- Il gruppo punk Poison Idea ha composto il brano The Badge, inserendo tracce audio tratte da Taxi Driver all'inizio e alla fine del pezzo.
- Il videoclip della canzone Fumo nell'anima dei Sud Sound System è un omaggio a Taxi Driver.
- Nel 2021 Rkomi pubblica l'album Taxi Driver, chiaramente ispirato alla pellicola di Scorsese